# مته (بلژیک)
شهر مته (به فرانسوی: Mettet) در شهرستان نمور  در استان نمور  در منطقه فدرال والوون در کشور بلژیک واقع شده‌است.

## نگارخانه

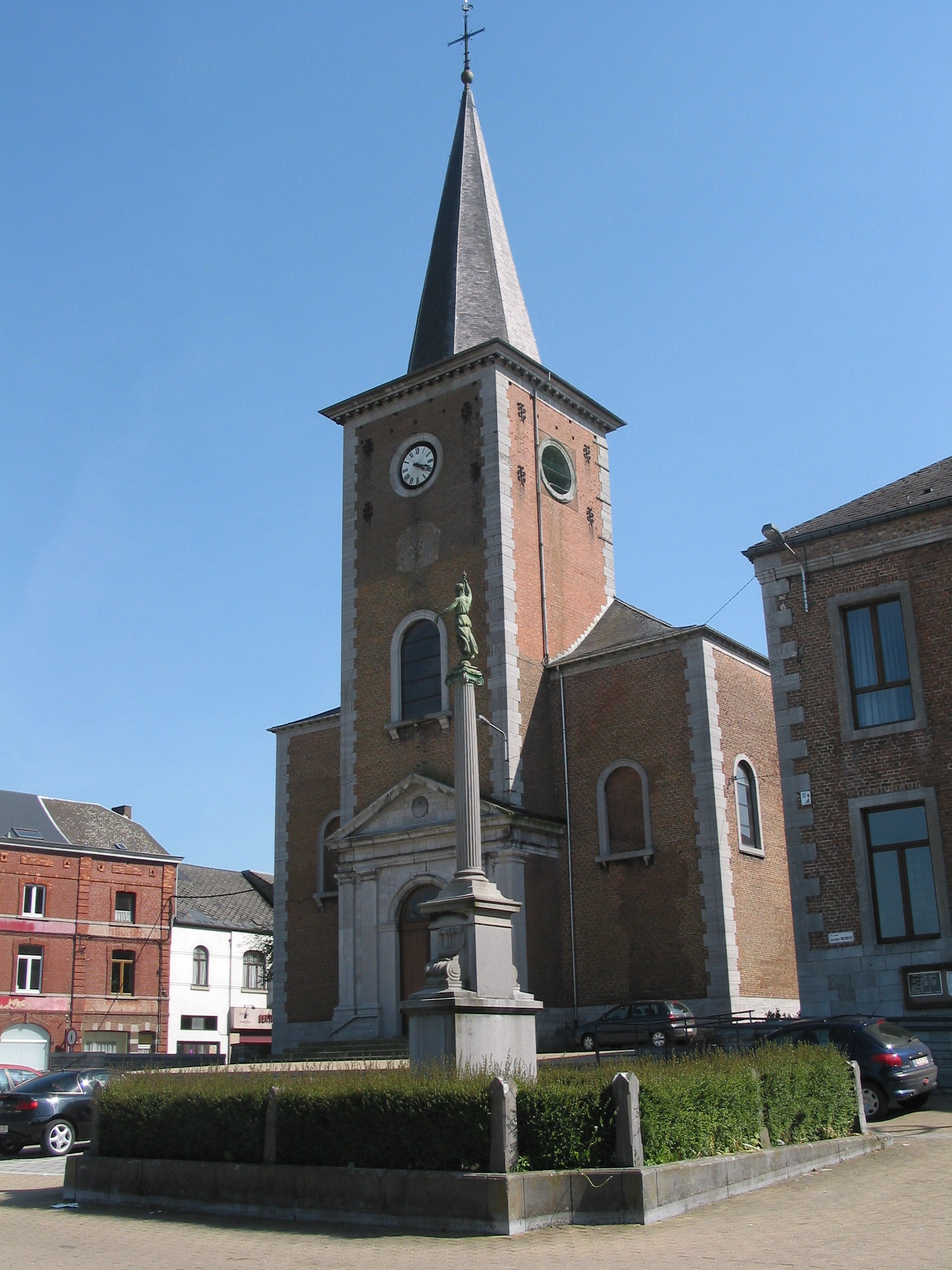
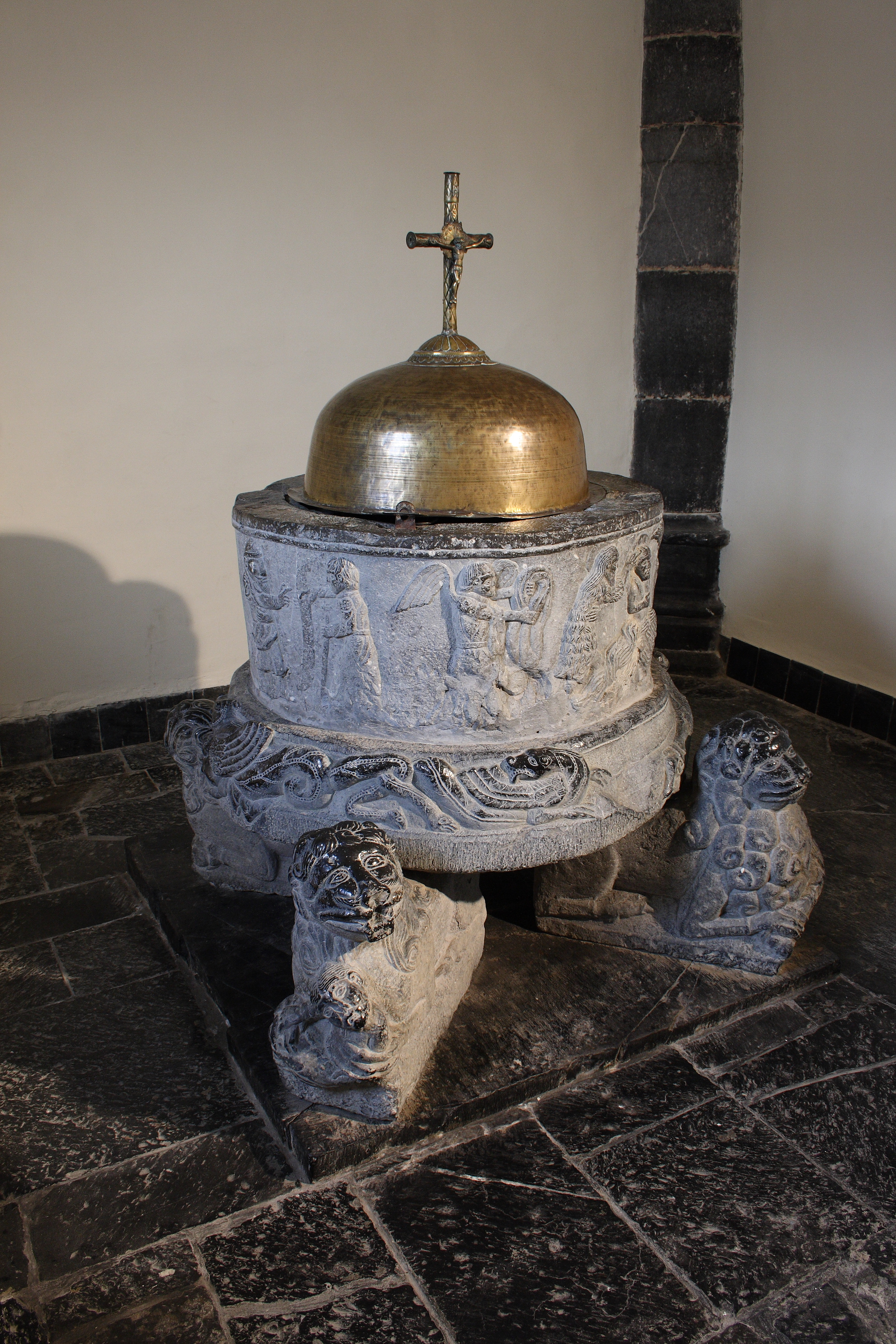